# MP 14
El MP 14 (Matériel roulant sur Pneumátiques 2014) es el noveno modelo de tren puesto en circulación en el metro de París, diseñado y  construido por Alstom en Francia.

## Historia

### Decidido por equipos de la STIF
La ley sobre la organización y la regulación del transporte ferroviario (ley de ORTF del 8 de diciembre de 2009), ha cambiado los roles y responsabilidades en el manejo de material móvil de transporte en Ile-de-France. El material rodante se ha convertido en propiedad del Syndicat des transports d'Île-de-France (STIF), que ahora se requiere para financiar la renovación del material rodante para el 50 %, y la compra de material rodante bajo las extensiones o nuevas líneas en 100 %.
Como tal, la STIF ha cometido un análisis para identificar las necesidades de las renovaciones o adquisiciones de neumáticos de metro para satisfacer las necesidades de aumento de la capacidad en ciertas rutas, en sustitución de equipos antiguos y apoyar las líneas de extensión existentes y nuevas líneas. Este análisis tomó la forma de una "llanta del equipo anteproyecto de metro", que identifica la necesidad de definir y ordenar un nuevo material de los neumáticos: MP NG o neumáticos de equipo de nueva generación. El período de firma de 35 trenes se refiere únicamente versión conducción automática de ocho coches.
El 16 de mayo de 2013, la STIF confirmó el proceso de compra de 35 trenes llamado MP 14 (hasta 72 opcional) a los efectos de la línea 14 extendidos.

### Flota de envejecimiento
En 2011, la edad media de la flota de metro de la llanta del equipo fue de 32 años. Fue especialmente compone de los MP 59 en la línea 4, el equipo de red más antigua, introducida a mediados de 1960 en la línea 1. Estos materiales han sido objeto de una renovación a principios de 1990 y se retiró entre 2011 y 2012 a través de la transferencia de los MP 89 CC de la línea 1, a sí mismos sustituye por trenes automáticos MP 05. El MP 59 de la línea 11, originalmente asignado a la línea 4, el hardware antiguo. Estos MP 59 llegó al final de la vida, la línea 4 es una línea de material rodante muy exigente.
Pedidos nuevos trenes MP 14 deberá:
- Aumentar la capacidad de la línea 14 de paso de los trenes de ocho coches (contra seis en la actualidad);
- Mejorar el parque de la línea 4 una vez automatizada, esta debe contar con los 39 trenes de la línea 14, el número de los cuales es muy pobre;
- De reemplazar los MP 59 en la línea 11, la acción más antigua rodando todavía en circulación en la red en 2013, y cuyo número es insuficiente para la extensión en Rosny-Bois-Perrier
- Posiblemente reemplazar los MP 73 en la línea 6 para transferir a la línea 11, pero la transferencia de MP 89 la línea 4 en esta línea es probable que, a condición de realizar un trabajo pesado en los viaductos sobre la línea.

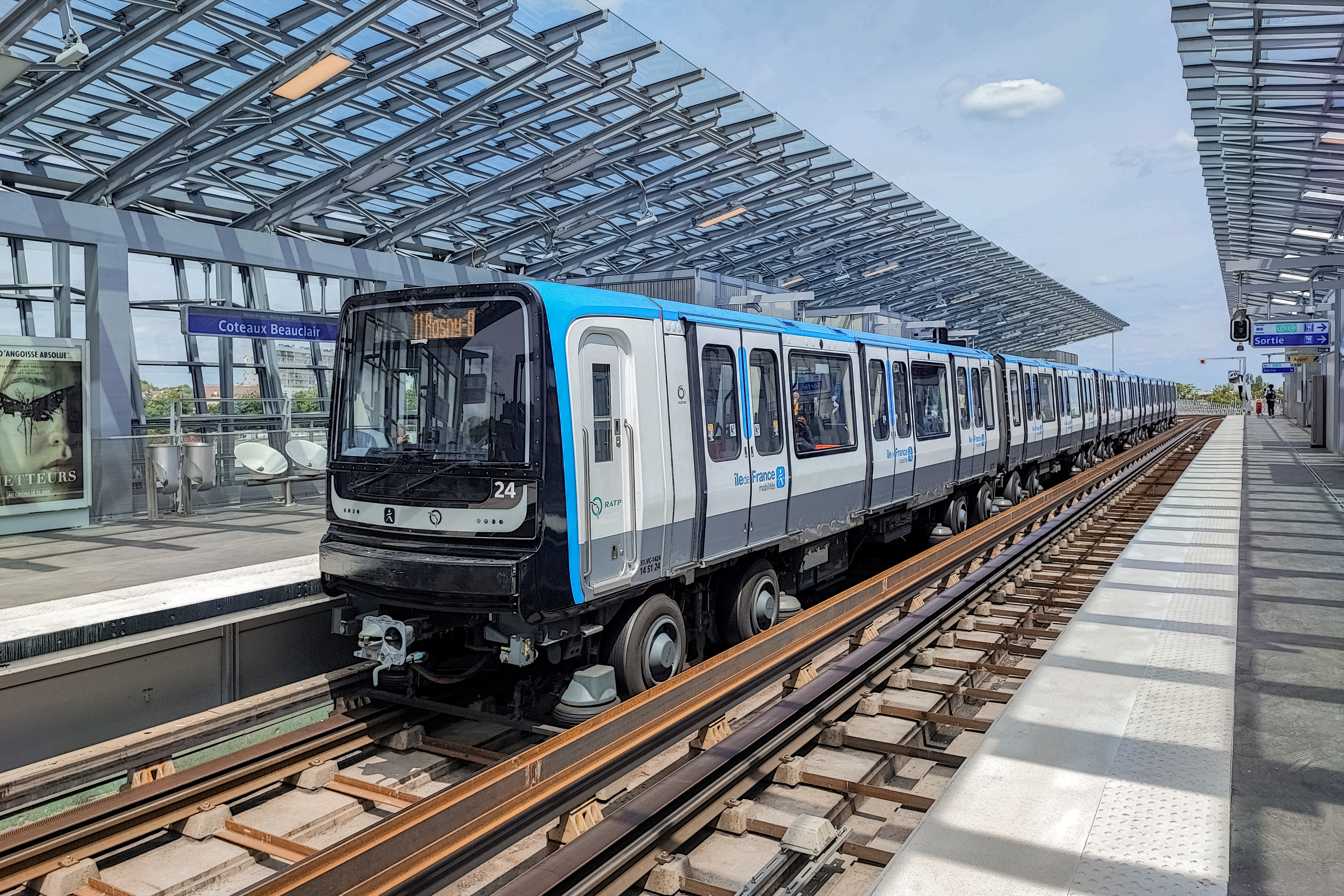
Un MP-14 CC en Linea 11

### Puesta en marcha de los trenes
Los primeros trenes comenzaron a operar en distintas líneas del metro en las siguientes fechas:
- Línea 14: En octubre de 2020 se incorporaron las primeras unidades automáticas de ocho coches, reemplazando progresivamente al MP 89 CA y los MP 05.
- Línea 4: A partir de 2022, se comenzaron a integrar versiones automáticas de seis coches adaptadas al proceso de automatización total de esta línea.[1]
- Línea 11: Desde junio de 2023, una versión manual del MP 14 (de cinco coches) empezó a operar en esta línea para sustituir al antiguo MP 59.